# Stazione di Aadorf
La stazione di Aadorf (in tedesco Bahnhof Aadorf) è una stazione ferroviaria nel comune svizzero omonimo sulla linea San Gallo-Winterthur.

## Storia
La stazione fu attivata il 14 ottobre 1855, in occasione dell'apertura della tratta Wil-Winterthur della ferrovia San Gallo-Winterthur.

## Strutture e impianti
La stazione dispone di tre binari dotati di marciapiede per il servizio passeggeri. È dotata di un classico fabbricato viaggiatori e di pensiline.

## Movimento
La stazione è servita da treni a cadenza semioraria sulla relazione Winterthur - Wil SG, con alcuni treni prolungati fino a Brugg AG (linee S12 e S35 della rete celere di Zurigo). Sono inoltre presenti treni sulla linea notturna Winterthur-San Gallo SN21.

## Servizi
Nella stazione sono presenti:
- Biglietteria automatica[2]

Sono presenti parcheggi di interscambio per automobili e biciclette.

## Interscambi
- Fermata autobus[2]